# ترامل کرو سنتر
ترامل کرو سنتر یک آسمان‌خراش واقع در تگزاس، ایالات متحده آمریکا می‌باشد. ساخت و ساز این ساختمان ۱۹۸۲ شروع شد و ۱۹۸۵ به پایان رسید. مساحت زیربنای آن ۱٬۲۰۰٬۰۰۰ فوت مربع (۱۱۰٬۰۰۰ متر مربع) است.